# 남해 용문사 동종
남해 용문사 동종(南海 龍門寺 銅鐘)은 대한민국 경상남도 남해군 이동면 용소리, 용문사 대웅전 내에 있는 동종이다. 2005년 7월 21일 경상남도의 문화재자료 제377호로 지정되었다.

## 개요
남해 용문사 대웅전 내에 보관된 이 동종은 음통과 용뉴가 1개씩 있으며, 편평한 천판은 세장방형의 12개 연판으로 구성되어 있고, 鐘形은 견부에서 鐘口로 내려갈수록 넓어지고 있다. 용뉴는 입을 벌리고 있는 용의 머리와 3개의 발가락을 가진 두 발이 모두 천판과 맞닿아 있고, 몸의 형태는 ‘∩’자형으로 1개의 여의주를 받치고 있으며, 꼬리 부분은 음통을 2번 휘감고 있다. 용의 두부는 큰 눈과 날카로운 이빨, 크게 벌린 입, 뿔 표현이 생동감 넘치고 비늘 표현도 비교적 사실적이다. 음통의 구연부분은 4개의 연잎이 만개한 형태를 하고 있으며, 그 아래쪽은 사선문으로 처리하고 있다. 상대는 돋을새김의 원권(圓圈)에 梵字文을 삽입하여 배열하였으며, 신부에는 4개의 유곽을 배치하고 유곽과 유곽사이에는 합장형 보살입상 4구를 배치하고 있으며, 당좌는 별도로 두고 있지 않다. 유곽은 사다리꼴 형태로 그 안에 총 9개의 볼록한 乳와 유좌가 위치하며, 유곽대에는 연속 당초문을 나타내고 있다. 보살상은 사다리꼴의 틀 안에 돋을새김 기법으로 표현 하였는데, 두부에는 2조의 선으로 구성된 원형 두광을 구비하고 화려한 보관을 쓰고 있다. 상호는 코와 입 표현이 비교적 사실적이며, 군의 위에 천의를 걸쳤으며 의습 표현이 매우 자연스럽다. 하대는 종구에서 약 5cm 떨어진 위치에 연화당초문을 둘러 나타내고 있다.

## 참고 문헌
- 남해 용문사 동종 - 국가유산청 국가유산포털